# 三十富贵朗
三十富贵朗（三辻 富貴朗，1960年8月6日—2008年12月11日），日本电子游戏设计师。1980年代就职于太东公司，开发了平台游戏《泡泡龙》及续作《彩虹岛》。后从事游戏开发人才培养工作，并开办了一家游戏设计学校。

## 生平
三十富贵朗1960年出生于日本东京都港区，毕业于多摩美术大学图形设计专业。起初就职于太东公司，负责街机游戏企划、监督、画面工作，开发了平台游戏《泡泡龙》和《彩虹岛》。在所制作的游戏中，他有时以“MTJ”在工作人員名單上署名。（MTJ是以他的姓氏讀法Mitsuji的三個輔音而成）
后从太东公司辞职，在《Gamest》杂志上连载游戏开发教程。2000年开办MTJ游戏设计学校，兼任校长和讲师，培养有志于游戏设计的年轻人。2005年发行的街机合辑游戏《太东传奇》中，收录了三十富贵朗的采访视频，三十富贵朗在其中阐述自己退出游戏制作而培养人才的理念。
2008年12月11日，因肾病导致的胸腔积水而心肺停止而逝世。